# Liste der angolanischen Botschafter in Mosambik
Die Botschaft von Angola in Mosambik befindet sich in der Hauptstadt Maputo, in der Avenida Kenneth Kaunda Nr. 783. Ihr Amtsbezirk umfasst auch das Nachbarland Eswatini.
Beide Länder waren seit der Ankunft der portugiesischen Seefahrer ab dem späten 15. Jahrhundert portugiesische Kolonien, bis sie beide nach dem langen und blutigen portugiesischen Kolonialkrieg ab den frühen 1960er Jahren nach Unabhängigkeit strebten. Nach der portugiesischen Nelkenrevolution 1974 wurden beide Länder 1975 unabhängig. Bis heute sind sie durch gemeinsame historische, kulturelle, wirtschaftliche und politische Prägungen verbunden. Sie gehören zu den afrikanischen Staaten mit Amtssprache Portugiesisch (PALOP) und sind Gründungsmitglieder der Gemeinschaft der Portugiesischsprachigen Länder (seit 1996).
Am 5. Juli 1975 gingen sie direkte diplomatische Beziehungen ein, seit 1993 akkreditieren sich angolanische Vertreter beim Präsidenten von Mosambik.
| Ernannt / Akkreditiert | Botschafter                              | Bemerkungen                                                                     | ernannt von             | akkreditiert bei         | Posten verlassen |
| ---------------------- | ---------------------------------------- | ------------------------------------------------------------------------------- | ----------------------- | ------------------------ | ---------------- |
| 1993                   | António José Condesse de Carvalho (Toka) | akkreditierte sich am 3. August 1993 als erster Botschafter Angolas in Mosambik | José Eduardo dos Santos | Joaquim Alberto Chissano |                  |
| 2002                   | João Garcia Bires                        |                                                                                 | José Eduardo dos Santos | Joaquim Alberto Chissano |                  |
| 2011                   | Isaías Jaime Vilinga                     |                                                                                 | José Eduardo dos Santos | Armando Guebuza          |                  |
| 2014                   | Brito António Sozinho                    |                                                                                 | José Eduardo dos Santos | Armando Guebuza          |                  |
| 2019                   | José João Manuel (Jota)                  |                                                                                 | João Lourenço           | Filipe Nyusi             |                  |